# Almir Morais de Albuquerque
Almir Morais de Albuquerque (Recife, 28 oktober 1937 – Rio de Janeiro,  6 februari 1973), beter bekend als Almir Pernambuquinho, was een Braziliaans voetballer. Hij stond bekend als vechtersbaas en werd in 1973 bij een bargevecht doodgeschoten.

## Biografie
Almir begon zijn carrière bij Sport uit zijn thuisstad Recife en won er in 1956 het Campeonato Pernambucano mee. In 1957 maakte hij de overstap naar Vasco da Gama, waar hij speelde aan de zijde van Vavá en won dat jaar de eerste editie van het Tournoi de Paris met 4-3 tegen Real Madrid. Een jaar later werd zowel het Campeonato Carioca als het Torneio Rio-São Paulo gewonnen. Hij had een reputatie als onruststoker en werd daarom niet geselecteerd voor het WK voetbal in 1958. In 1960 maakte hij de overstap naar Corinthians en een jaar later naar Boca Juniors. Na korte passages bij Fiorentina en Genoa trok hij in 1963 naar het grote Santos, op dat moment de beste club ter wereld. De wereldkampioen speelde dat jaar opnieuw om de intercontinentale beker. In de heenwedstrijd, die de club met 4-2 verloor van AC Milan werd hij niet opgesteld, maar wel in de terugwedstrijd. Nadat de Italianen 0-2 voorkwamen, had Pelé al de aansluitingstreffer gemaakt en maakte Almir in de 54ste minuut gelijk. Lima en Pelé scoorden nog een keer waardoor het 4-2 werd en er twee dagen later een beslissende wedstrijd gespeeld moest worden. Santos won met 1-0, Almir speelde ook en werd zo wereldkampioen. In 1965 trok hij naar Flamengo en won er het Campeonato Carioca in 1965. Een jaar later stond de club in de finale om het staatskampioenschap tegen Bangu en was de aanleiding van een gevecht op het veld. Hij beëindigde zijn carrière bij America.
Hij speelde enkele wedstrijden voor het nationale elftal en bij een wedstrijd tussen Uruguay en Brazilië kwam het ook door hem tot onrusten. Zijn kwalijke reputatie zou uiteindelijk ook zijn dood betekenen. Bij een gevecht in een bar in Rio de Janeiro kreeg Almir een kogel door het hoofd. De schutter werd niet gearresteerd omdat het wettige zelfverdediging zou zijn.